# Armadillidium tigris
Armadillidium tigris är en kräftdjursart som beskrevs av Gustav Budde-Lund 1885. Armadillidium tigris ingår i släktet Armadillidium och familjen klotgråsuggor. Inga underarter finns listade i Catalogue of Life.